# Saison 2022-2023 du Paris Saint-Germain (féminines)
Maillots
Chronologie
Saison précédente Saison suivante
La saison 2022-2023 du Paris Saint-Germain est la cinquante-et-deuxième saison de son histoire et la trente-sixième en première division.
L'équipe est entraînée depuis cette saison par Gérard Prêcheur. Elle joue la plupart de ses matchs à domicile au Stade Georges-Lefèvre à Saint-Germain-en-Laye.
En parallèle du championnat, la section féminine du Paris Saint-Germain évolue également au cours de la saison en Coupe de France et en Ligue des champions. Elle dispute par ailleurs le Trophée des championnes en début de saison.

## Transferts

### Transferts estivaux
En juin, l'attaquante néerlandaise Lieke Martens, en provenance du FC Barcelone, signe au PSG pour trois saisons. Viennent ensuite l'ancienne gardienne d'Arsenal Lydia Williams puis la jeune Oriane Jean-François, qui évoluait au Paris FC. En août, la défenseure centrale internationale autrichienne Marina Georgieva s'engage pour les deux ans. L'Islandaise Berglind Björg Thorvaldsdottir vient renforcer l'attaque parisienne. En fin de mercato, les Chinoises Li Mengwen et Yang Lina (en) sont prêtées pour la saison respectivement par Jiangsu et le Shanghai Shengli. Le PSG verse une indemnité de 150 000 euros à Manchester United pour signer la milieu de terrain internationale néerlandaise Jackie Groenen pour 3 ans. De plus, Sarah Bouhaddi quitte Lyon pour le PSG.

### Transferts hivernaux
À l'hiver, le PSG se sépare de Lina Yang, qui ne s'est pas imposée. La défenseure Estelle Cascarino prend le chemin de Manchester United, tandis que Lydia Williams s'est engagée avec Brighton. Bénédicte Simon s'est engagée avec la Juventus et la jeune milieu Magnaba Folquet est prêtée à Fleury jusqu'à la fin de la saison. Par ailleurs, le PSG a annoncé l'arrivée de l'attaquante internationale danoise Amalie Vangsgaard qui a signé jusqu'en juin 2025. La défenseuse internationale jamaïcaine Allyson Swaby est prêtée par le club américain d'Angel City jusqu'à la fin de la saison. Enfin la jeune américaine Korbin Albert a signé un contrat avec PSG jusqu'en juin 2025.

## Compétitions
| Championnat de France | Ligue des champions                                | Coupe de France                          | Trophée des championnes                  |
| --------------------- | -------------------------------------------------- | ---------------------------------------- | ---------------------------------------- |
| Deuxième 55 points    | Quarts de finales face au VfL Wolfsburg (0-1, 1-1) | Finale face à l'Olympique lyonnais (2-1) | Finale face à l'Olympique lyonnais (1-0) |
| 17V 4N 1D             | 5V 2N 3D                                           | 3V 1N 1D                                 | 0V 0N 1D                                 |
| TOTAL : 25V 7N 6D     |                                                    |                                          |                                          |

### Trophée des championnes
Le Trophée des championnes 2022 est la 2e édition du Trophée des championnes. Il oppose en début de saison le vainqueur du championnat de France à celui de la Coupe de France. Le PSG, vainqueur de la Coupe l'année passée affronte l'OL, champion de France en titre.
| Titulaires :    |                      |     |
|                 |                      |     |
| 1               | Christiane Endler    |     |
| 23              | Janice Cayman        |     |
| 18              | Alice Sombath        |     |
| 29              | Griedge Mbock        |     |
| 5               | Perle Morroni        | 65e |
| 17              | Daniëlle van de Donk | 85e |
| 8               | Sara Däbritz         | 65e |
| 26              | Lindsey Horan        |     |
| 20              | Delphine Cascarino   |     |
| 14              | Ada Hegerberg        |     |
| 28              | Melvine Malard       | 79e |
|                 |                      |     |
| Remplaçants :   |                      |     |
| 40              | Emma Holmgren        |     |
| 2               | Inès Jaurena         |     |
| 4               | Selma Bacha          | 65e |
| 11              | Damaris Egurrola     | 65e |
| 25              | Inès Benyahia        | 85e |
| 9               | Eugénie Le Sommer    | 79e |
| 24              | Signe Bruun          |     |
|                 |                      |     |
| Entraîneur :    |                      |     |
| Sonia Bompastor |                      |     |

| Titulaires :    |                               |     |
|                 |                               |     |
| 1               | Lydia Williams                |     |
| 12              | Ashley Lawrence               |     |
| 13              | Amanda Ilestedt               |     |
| 4               | Paulina Dudek                 |     |
| 7               | Sakina Karchaoui              |     |
| 5               | Élisa De Almeida              | 64e |
| 8               | Grace Geyoro                  |     |
| 6               | Oriane Jean-François          | 84e |
| 10              | Ramona Bachmann               | 75e |
| 21              | Sandy Baltimore               |     |
| 11              | Kadidiatou Diani              |     |
|                 |                               |     |
| Remplaçants :   |                               |     |
| 16              | Constance Picaud              |     |
| 23              | Marina Georgieva              |     |
| 19              | Estelle Cascarino             | 84e |
| 2               | Bénédicte Simon               | 75e |
| 17              | Berglind Björg Þorvaldsdóttir | 64e |
| 33              | Baby Jordy Benera             |     |
| 34              | Soufiya Ngueleu               |     |
|                 |                               |     |
| Entraîneur :    |                               |     |
| Gérard Prêcheur |                               |     |

| Titulaires :    |                      |     |
|                 |                      |     |
| 1               | Christiane Endler    |     |
| 23              | Janice Cayman        |     |
| 18              | Alice Sombath        |     |
| 29              | Griedge Mbock        |     |
| 5               | Perle Morroni        | 65e |
| 17              | Daniëlle van de Donk | 85e |
| 8               | Sara Däbritz         | 65e |
| 26              | Lindsey Horan        |     |
| 20              | Delphine Cascarino   |     |
| 14              | Ada Hegerberg        |     |
| 28              | Melvine Malard       | 79e |
|                 |                      |     |
| Remplaçants :   |                      |     |
| 40              | Emma Holmgren        |     |
| 2               | Inès Jaurena         |     |
| 4               | Selma Bacha          | 65e |
| 11              | Damaris Egurrola     | 65e |
| 25              | Inès Benyahia        | 85e |
| 9               | Eugénie Le Sommer    | 79e |
| 24              | Signe Bruun          |     |
|                 |                      |     |
| Entraîneur :    |                      |     |
| Sonia Bompastor |                      |     |

| Titulaires :    |                               |     |
|                 |                               |     |
| 1               | Lydia Williams                |     |
| 12              | Ashley Lawrence               |     |
| 13              | Amanda Ilestedt               |     |
| 4               | Paulina Dudek                 |     |
| 7               | Sakina Karchaoui              |     |
| 5               | Élisa De Almeida              | 64e |
| 8               | Grace Geyoro                  |     |
| 6               | Oriane Jean-François          | 84e |
| 10              | Ramona Bachmann               | 75e |
| 21              | Sandy Baltimore               |     |
| 11              | Kadidiatou Diani              |     |
|                 |                               |     |
| Remplaçants :   |                               |     |
| 16              | Constance Picaud              |     |
| 23              | Marina Georgieva              |     |
| 19              | Estelle Cascarino             | 84e |
| 2               | Bénédicte Simon               | 75e |
| 17              | Berglind Björg Þorvaldsdóttir | 64e |
| 33              | Baby Jordy Benera             |     |
| 34              | Soufiya Ngueleu               |     |
|                 |                               |     |
| Entraîneur :    |                               |     |
| Gérard Prêcheur |                               |     |

### Championnat
La Division 1 2022-2023 est la quarante-neuvième édition du championnat de France féminin de football et la vingt-et-unième sous l'appellation « Division 1 ». La division oppose douze clubs en une série de vingt-deux rencontres. Les trois meilleurs de ce championnat se qualifient pour la Ligue des champions. Le Paris Saint-Germain participe à cette compétition pour la trente-sixième fois de son histoire et la vingt-et-deuxième fois de suite depuis la saison 2001-2002.

#### Classement
| Rang | Équipe                 | Pts | J  | G  | N | P | Bp | Bc | Diff | Qualification ou relégation                                                    |
| ---- | ---------------------- | --- | -- | -- | - | - | -- | -- | ---- | ------------------------------------------------------------------------------ |
| 1    | Olympique lyonnais T   | 61  | 22 | 20 | 1 | 1 | 69 | 9  | +60  | Qualification pour la phase de groupes de la Ligue des champions               |
| 2    | Paris Saint-Germain    | 55  | 22 | 17 | 4 | 1 | 45 | 12 | +33  | Qualification pour le deuxième tour de qualification de la Ligue des champions |
| 3    | Paris FC               | 42  | 22 | 12 | 6 | 4 | 44 | 18 | +26  | Qualification pour le premier tour de qualification de la Ligue des champions  |
| 4    | FC Fleury 91           | 39  | 22 | 11 | 6 | 5 | 49 | 20 | +29  |                                                                                |
| 5    | Montpellier Hérault SC | 37  | 22 | 11 | 4 | 7 | 37 | 27 | +10  |                                                                                |

#### Évolution du classement et des résultats
| Journée  | 1 | 2 | 3 | 4 | 5 | 6 | 7 | 8 | 9 | 10 | 11 | 12 | 13 | 14 | 15 | 16 | 17 | 18 | 19 | 20 | 21 | 22 | Journées en tête |
| -------- | - | - | - | - | - | - | - | - | - | -- | -- | -- | -- | -- | -- | -- | -- | -- | -- | -- | -- | -- | ---------------- |
| Rang     | 5 | 1 | 2 | 2 | 2 | 2 | 2 | 2 | 2 | 2  | 1  | 1  | 2  | 2  | 2  | 2  | 2  | 2  | 2  | 2  | 2  | 2  | 3                |
| Résultat | G | G | G | N | G | G | N | G | G | G  | G  | G  | N  | G  | G  | G  | G  | G  | G  | N  | P  | G  | —                |

### Coupe de France
La Coupe de France 2022-2023 est la 22e édition de la Coupe de France féminine de football, une compétition à élimination directe mettant aux prises tous les clubs de football amateurs et professionnels à travers la France métropolitaine. Elle est organisée par la FFF et ses ligues régionales. Le PSG jouant en Division 1, il démarre aux seizièmes de finale.

### Ligue des champions
La Ligue des champions 2022-2023 est la 22e édition de la Ligue des champions féminine de l'UEFA, la compétition inter-clubs européenne de football féminin. Après une phase de qualification, les équipes qualifiées disputent une phase de groupes, afin d'accéder à la phase à élimination directe en quarts de finale. Le PSG étant vice-champion de France en titre, pays alors à la première place du coefficient UEFA, le club démarre au deuxième tour préliminaire.

## Joueuses et encadrement technique

### Effectif professionnel
Le tableau suivant liste l'effectif professionnel du PSG pour la saison 2022-2023.

### Joueuses prêtées
| Nat. | Nom               | Club en prêt      | Compétition          | Championnat | Championnat | Championnat | Championnat  | Coupe d'Europe | Coupe d'Europe | Coupe d'Europe | Coupe d'Europe | Coupes nationales | Coupes nationales | Coupes nationales | Coupes nationales | Total | Total       | Total  | Total        |
| Nat. | Nom               | Club en prêt      | Compétition          | M.j.        | But inscrit | Averti      | Carton rouge | M.j.           | But inscrit    | Averti         | Carton rouge   | M.j.              | But inscrit       | Averti            | Carton rouge      | M.j.  | But inscrit | Averti | Carton rouge |
| ---- | ----------------- | ----------------- | -------------------- | ----------- | ----------- | ----------- | ------------ | -------------- | -------------- | -------------- | -------------- | ----------------- | ----------------- | ----------------- | ----------------- | ----- | ----------- | ------ | ------------ |
|      | Jade Le Guilly    | Real Sociedad     | Primera División     | 22          | 1           | 1           | 0            | 1              | 0              | 0              | 0              | 1+2               | 0                 | 0                 | 0                 | 26    | 1           | 1      | 0            |
|      | Océane Hurtré     | Dijon FCO         | Division 1           | 13          | 0           | 2           | 0            | -              | -              | -              | -              | 1                 | 0                 | 0                 | 0                 | 14    | 0           | 2      | 0            |
|      | Hawa Sangaré      | Pomigliano        | Serie A              | 11+1        | 0           | 0           | 0            | -              | -              | -              | -              | 2                 | 0                 | 0                 | 0                 | 14    | 0           | 0      | 0            |
|      | Alice Pinguet     | GPSO 92 Issy      | Division 2           | 14          | 0           | 0           | 0            | -              | -              | -              | -              | 1                 | 0                 | 0                 | 0                 | 15    | 0           | 0      | 0            |
|      | Estelle Cascarino | Manchester United | Women's Super League | 1           | 0           | 0           | 0            | -              | -              | -              | -              | 1                 | 0                 | 0                 | 0                 | 2     | 0           | 0      | 0            |
|      | Magnaba Folquet   | FC Fleury 91      | Division 1           | 5           | 0           | 0           | 0            | -              | -              | -              | -              | 2                 | 0                 | 0                 | 0                 | 7     | 0           | 0      | 0            |

## Statistiques

### Statistiques collectives
| Compétition             | Débute au tour   | Termine       | Matches joués | Gagnés | Nuls | Perdus | Buts pour | Buts contre | Différence |
| ----------------------- | ---------------- | ------------- | ------------- | ------ | ---- | ------ | --------- | ----------- | ---------- |
| Division 1              | -                | -             | 22            | 17     | 4    | 1      | 45        | 12          | +33        |
| Ligue des champions     | Phase de groupes | 1/4 de finale | 10            | 5      | 2    | 3      | 16        | 8           | +8         |
| Coupe de France         | 1/16 de finale   | Finale        | 5             | 3      | 1    | 1      | 7         | 3           | +4         |
| Trophée des championnes | Finale           | Défaite       | 1             | 0      | 0    | 1      | 0         | 1           | -1         |
| Total                   | -                | -             | 38            | 25     | 7    | 6      | 68        | 24          | +44        |

### Statistiques individuelles
(Mis à jour le 17 juin 2023)
| No | Nat. | Nom            | Championnat | Championnat | Championnat    | Championnat | Championnat  | Ligue des champions | Ligue des champions | Ligue des champions | Ligue des champions | Ligue des champions | Coupe de France | Coupe de France | Coupe de France | Coupe de France | Coupe de France | Trophée des championnes | Trophée des championnes | Trophée des championnes | Trophée des championnes | Trophée des championnes | Total | Total       | Total          | Total  | Total        |
| No | Nat. | Nom            | M.j.        | But inscrit | Passe décisive | Averti      | Carton rouge | M.j.                | But inscrit         | Passe décisive      | Averti              | Carton rouge        | M.j.            | But inscrit     | Passe décisive  | Averti          | Carton rouge    | M.j.                    | But inscrit             | Passe décisive          | Averti                  | Carton rouge            | M.j.  | But inscrit | Passe décisive | Averti | Carton rouge |
| -- | ---- | -------------- | ----------- | ----------- | -------------- | ----------- | ------------ | ------------------- | ------------------- | ------------------- | ------------------- | ------------------- | --------------- | --------------- | --------------- | --------------- | --------------- | ----------------------- | ----------------------- | ----------------------- | ----------------------- | ----------------------- | ----- | ----------- | -------------- | ------ | ------------ |
| 1  |      | Williams       | 1           | 0           | 0              | 0           | 0            | 0                   | 0                   | 0                   | 0                   | 0                   | 0               | 0               | 0               | 0               | 0               | 1                       | 0                       | 0                       | 0                       | 0                       | 2     | 0           | 0              | 0      | 0            |
| 2  |      | Simon          | 2           | 0           | 0              | 0           | 0            | 1                   | 0                   | 0                   | 0                   | 0                   | 0               | 0               | 0               | 0               | 0               | 1                       | 0                       | 0                       | 0                       | 0                       | 4     | 0           | 0              | 0      | 0            |
| 2  |      | Albert         | 7           | 0           | 0              | 0           | 0            | 1                   | 0                   | 0                   | 0                   | 0                   | 2               | 0               | 0               | 0               | 0               | 0                       | 0                       | 0                       | 0                       | 0                       | 0     | 0           | 0              | 0      | 0            |
| 4  |      | Dudek          | 2           | 0           | 0              | 0           | 0            | 1                   | 0                   | 0                   | 0                   | 0                   | 1               | 0               | 0               | 0               | 0               | 0                       | 0                       | 0                       | 0                       | 0                       | 4     | 0           | 0              | 0      | 0            |
| 5  |      | De Almeida     | 18          | 0           | 1              | 4           | 0            | 7                   | 1                   | 0                   | 2                   | 1                   | 4               | 0               | 0               | 0               | 0               | 1                       | 0                       | 0                       | 0                       | 0                       | 30    | 1           | 1              | 6      | 1            |
| 6  |      | Jean-François  | 21          | 1           | 2              | 3           | 0            | 10                  | 0                   | 0                   | 0                   | 0                   | 4               | 0               | 0               | 0               | 0               | 1                       | 0                       | 0                       | 0                       | 0                       | 36    | 1           | 2              | 3      | 0            |
| 7  |      | Karchaoui      | 17          | 1           | 2              | 2           | 0            | 10                  | 0                   | 0                   | 2                   | 0                   | 3               | 0               | 0               | 0               | 0               | 1                       | 0                       | 0                       | 0                       | 0                       | 31    | 1           | 2              | 4      | 0            |
| 8  |      | Geyoro         | 21          | 5           | 2              | 1           | 0            | 9                   | 1                   | 1                   | 0                   | 0                   | 4               | 1               | 0               | 0               | 0               | 1                       | 0                       | 0                       | 0                       | 0                       | 35    | 7           | 3              | 1      | 0            |
| 10 |      | Bachmann       | 20          | 7           | 3              | 3           | 0            | 10                  | 2                   | 3                   | 1                   | 0                   | 3               | 1               | 0               | 0               | 0               | 1                       | 0                       | 0                       | 0                       | 0                       | 34    | 10          | 6              | 4      | 0            |
| 11 |      | Diani          | 17          | 17          | 7              | 1           | 1            | 9                   | 6                   | 0                   | 1                   | 0                   | 3               | 3               | 0               | 0               | 0               | 1                       | 0                       | 0                       | 0                       | 0                       | 30    | 26          | 7              | 2      | 1            |
| 12 |      | Lawrence       | 20          | 0           | 1              | 2           | 0            | 8                   | 0                   | 3                   | 0                   | 0                   | 5               | 0               | 1               | 0               | 0               | 1                       | 0                       | 0                       | 0                       | 0                       | 34    | 0           | 5              | 2      | 0            |
| 13 |      | Ilestedt       | 15          | 0           | 0              | 3           | 0            | 7                   | 0                   | 0                   | 2                   | 0                   | 1               | 1               | 0               | 0               | 0               | 1                       | 0                       | 0                       | 0                       | 0                       | 24    | 1           | 0              | 5      | 0            |
| 14 |      | Hamraoui       | 14          | 0           | 0              | 1           | 0            | 6                   | 0                   | 1                   | 0                   | 0                   | 5               | 1               | 0               | 1               | 0               | 0                       | 0                       | 0                       | 0                       | 0                       | 25    | 1           | 1              | 2      | 0            |
| 16 |      | Picaud         | 6           | 0           | 0              | 0           | 0            | 1                   | 0                   | 0                   | 0                   | 0                   | 5               | 0               | 0               | 0               | 0               | 0                       | 0                       | 0                       | 0                       | 0                       | 12    | 0           | 0              | 0      | 0            |
| 17 |      | Þorvaldsdóttir | 1           | 0           | 0              | 0           | 0            | 0                   | 0                   | 0                   | 0                   | 0                   | 0               | 0               | 0               | 0               | 0               | 1                       | 0                       | 0                       | 0                       | 0                       | 2     | 0           | 0              | 0      | 0            |
| 18 |      | Fazer          | 17          | 1           | 1              | 2           | 0            | 6                   | 0                   | 0                   | 1                   | 0                   | 5               | 0               | 0               | 0               | 0               | 0                       | 0                       | 0                       | 0                       | 0                       | 28    | 1           | 1              | 3      | 0            |
| 19 |      | Cascarino      | 5           | 0           | 1              | 0           | 0            | 5                   | 0                   | 1                   | 0                   | 0                   | 0               | 0               | 0               | 0               | 0               | 1                       | 0                       | 0                       | 0                       | 0                       | 11    | 0           | 2              | 0      | 0            |
| 20 |      | Vangsgaard     | 8           | 2           | 1              | 0           | 0            | 2                   | 0                   | 0                   | 0                   | 0                   | 4               | 0               | 0               | 0               | 0               | 0                       | 0                       | 0                       | 0                       | 0                       | 14    | 2           | 1              | 0      | 0            |
| 21 |      | Baltimore      | 21          | 5           | 5              | 1           | 0            | 8                   | 1                   | 0                   | 0                   | 0                   | 4               | 0               | 0               | 0               | 0               | 1                       | 0                       | 0                       | 0                       | 0                       | 34    | 6           | 5              | 1      | 0            |
| 22 |      | Martens        | 16          | 3           | 0              | 1           | 0            | 7                   | 2                   | 2                   | 0                   | 0                   | 5               | 0               | 0               | 0               | 0               | 0                       | 0                       | 0                       | 0                       | 0                       | 28    | 5           | 2              | 1      | 0            |
| 23 |      | Georgieva      | 4           | 0           | 0              | 0           | 0            | 2                   | 0                   | 0                   | 0                   | 0                   | 2               | 0               | 0               | 0               | 0               | 0                       | 0                       | 0                       | 0                       | 0                       | 8     | 0           | 0              | 0      | 0            |
| 24 |      | Groenen        | 17          | 2           | 4              | 1           | 0            | 8                   | 0                   | 0                   | 1                   | 0                   | 5               | 0               | 0               | 0               | 0               | 0                       | 0                       | 0                       | 0                       | 0                       | 30    | 2           | 4              | 2      | 0            |
| 26 |      | Li             | 13          | 0           | 1              | 0           | 0            | 4                   | 0                   | 0                   | 0                   | 0                   | 5               | 0               | 0               | 1               | 0               | 0                       | 0                       | 0                       | 0                       | 0                       | 22    | 0           | 1              | 1      | 0            |
| 28 |      | Yang           | 2           | 0           | 0              | 0           | 0            | 1                   | 0                   | 0                   | 0                   | 0                   | 0               | 0               | 0               | 0               | 0               | 0                       | 0                       | 0                       | 0                       | 0                       | 3     | 0           | 0              | 0      | 0            |
| 29 |      | Traoré         | 9           | 1           | 0              | 0           | 0            | 3                   | 0                   | 0                   | 0                   | 0                   | 3               | 0               | 0               | 0               | 0               | 0                       | 0                       | 0                       | 0                       | 0                       | 15    | 1           | 0              | 0      | 0            |
| 33 |      | Ngueleu        | 5           | 0           | 0              | 0           | 0            | 3                   | 0                   | 0                   | 0                   | 0                   | 0               | 0               | 0               | 0               | 0               | 0                       | 0                       | 0                       | 0                       | 0                       | 8     | 0           | 0              | 0      | 0            |
| 34 |      | Elimbi Gilbert | 1           | 0           | 0              | 0           | 0            | 0                   | 0                   | 0                   | 0                   | 0                   | 1               | 0               | 0               | 0               | 0               | 0                       | 0                       | 0                       | 0                       | 0                       | 2     | 0           | 0              | 0      | 0            |
| 50 |      | Bouhaddi       | 15          | 0           | 0              | 0           | 0            | 9                   | 0                   | 1                   | 0                   | 0                   | 0               | 0               | 0               | 0               | 0               | 0                       | 0                       | 0                       | 0                       | 0                       | 24    | 0           | 1              | 0      | 0            |

## Affluence et télévision

### Affluence
24 800 personnes ayant assisté aux 11 rencontres de championnat du Paris Saint-Germain au Stade Georges-Lefèvre, au Stade Jean-Bouin ou au Parc des Princes, l'affluence moyenne du club à domicile est de 2 255 spectateurs.
En ajoutant les rencontres de Coupe de France et Ligue des champions, on obtient une moyenne pour la saison de 3 822 supporters.
Affluence du Paris SG à domicile

### Retransmission télévisée
Le groupe Canal+ diffuse l'intégralité du championnat de France depuis 2018 pour la somme de 6 millions d'euros pour cinq ans. Le samedi à 14 h 30 a lieu le multiplex diffusé sur les canaux Multisports, tandis que 2 affiches se distinguent par journée avec une rencontre diffusée le vendredi soir sur Canal+ Foot et l'autre le dimanche après-midi également sur Canal+ Foot.
Pour la Coupe de France, c'est BeIn Sports et France Télévisions qui se partagent les droits de la compétition acquis cette saison pour quatre ans. La Ligue des champions quant à elle est diffusée depuis la saison dernière par DAZN, gratuitement sur YouTube, qui a acquis les droits mondiaux exclusifs de la compétition jusqu'en 2025.

## Autres équipes
Le PSG possède une équipe des moins de 19 ans qui participe au Championnat national féminin U19. Elle est entraînée depuis deux saisons par Grégory Bénarib.